# Niels Bo Bojesen
Niels Bo Bojesen, né en 1958, est un dessinateur danois.
Il a étudié à l'École danoise de design et à la School of Visual Arts de New York.
Illustrateur de livres pour enfants, il a dessiné la série des Vitello, écrits par Kim Fupz Aakeson et publiés par Pushkin Children's Books.
Il réalise aussi des dessins de presse pour le quotidien Jyllands-Posten.